# Робер Балламан
Робер Балламан (фр. Robert Ballaman, 21 червня 1926, Реконвільєр — 5 вересня 2011, Цюрих) — швейцарський футболіст, що грав, зокрема, за клуб «Грассгоппер», а також національну збірну Швейцарії.
Триразовий чемпіон Швейцарії. Двічі володар кубка Швейцарії.

## Клубна кар'єра
Народився 21 червня 1926 року в місті Реконвільєр. Вихованець футбольної школи однойменного клубу.
У дорослому футболі дебютував 1946 року виступами за команду «Б'єн», в якій провів чотири сезони. 
Своєю грою за цю команду привернув увагу представників тренерського штабу клубу «Грассгоппер», до складу якого приєднався 1950 року. Відіграв за команду з Цюриха наступні тринадцять сезонів своєї ігрової кар'єри. За цей час став дворазовим чемпіоном Швейцарії і двічі вигравав кубок Швейцарії.
Завершив професійну ігрову кар'єру у клубі «Вінтертур», за команду якого виступав протягом 1963—1964 років.

## Виступи за збірну
1948 року дебютував в офіційних матчах у складі національної збірної Швейцарії. Протягом кар'єри у національній команді провів у її формі 50 матчів, забивши 19 голів.
У складі збірної був учасником чемпіонату світу 1954 року у Швейцарії, де зіграв у всіх чотирьох поєдинках — з Італією (2-1) і (4-1), Англією (0-2) і в чвертьфіналі з Австрією (5-7). Забив по одному голу в кожній з ігор з італійцями і два голи австрійцям.
Помер 5 вересня 2011 року на 86-му році життя після тривалої хвороби у місті Цюрих.

## Титули і досягнення
- Чемпіон Швейцарії (3):

«Б'єн»: 1946-1947;
«Грассгоппер»: 1951-1952; 1955-1956
- Володар кубка Швейцарії (2):

«Грассгоппер»: 1951-1952, 1955-1956